# Achadinha
Achadinha es una freguesia portuguesa perteneciente al municipio de Nordeste, situado en la Isla de San Miguel, Región Autónoma de Azores. Posee un área de 13,86 km² y una población total de 561 habitantes (2001). La densidad poblacional asciende a 40,5 hab/km².
- Datos: Q2451695
- Multimedia: Achadinha / Q2451695

1. ↑  Worldpostalcodes.org,código postal n.º 9630-043.